# Hanna Novikova
Hanna Novikova –en ucraniano, Ганна Новікова– (8 de febrero de 1987) es una deportista ucraniana que compitió en remo como timonel. Ganó dos medallas de bronce en el Campeonato Europeo de Remo, en los años 2009 y 2011.

## Palmarés internacional
| Campeonato Europeo | Campeonato Europeo  | Campeonato Europeo | Campeonato Europeo |
| Año                | Lugar               | Medalla            | Prueba             |
| ------------------ | ------------------- | ------------------ | ------------------ |
| 2009               | Brest (Bielorrusia) | Medalla de bronce  | Ocho con timonel   |
| 2011               | Plovdiv (Bulgaria)  | Medalla de bronce  | Ocho con timonel   |